# Deadly Lullabyes: Live
Deadly Lullabyes: Live је уживо албум хеви метал бенда Кинг Дајмонд. Албум је снимљен током промотивне турнеје албума The Puppet Master.

## Листа Песама

### Диск 1
1. „Funeral“
2. „A Mansion in Darkness“
3. „The Family Ghost“
4. „Black Horsemen“
5. „Spare This Life“
6. „Mansion in Sorrow“
7. „Spirits“
8. „Sorry Dear“
9. „Eye of the Witch“
10. „Sleepless Nights“

### Диск 2
1. „The Puppet Master“
2. „Blood to Walk“
3. „So Sad“
4. „Living Dead“
5. „Welcome Home“
6. „The Invisible Guests“
7. „Burn“
8. „Introductions“
9. „Halloween“
10. „No Presents for Christmas“

## Постава бенда
- Кинг Дајмонд - вокал
- Енди Ла Рок - гитара
- Мајк Вид - гитара
- Хал Патино - бас гитара
- Мет Томснон - бубњеви